# Pinnaspis exercitata
Pinnaspis exercitata är en insektsart som först beskrevs av Green 1896.  Pinnaspis exercitata ingår i släktet Pinnaspis och familjen pansarsköldlöss. Inga underarter finns listade i Catalogue of Life.